# Aero Club Salland
De Aero Club Salland (ACS) is met zo'n 200 leden een van de grootste en actiefste zweefvliegclubs in Nederland. De ACS werd opgericht op 1 januari 1971 en vliegt vanaf vliegveld Salland nabij het Overijsselse dorp Lemelerveld.
Vanaf 1 april tot 1 oktober zijn er zeven dagen per week vliegactiviteiten zolang de weersomstandigheden dat toelaten. Op doordeweekse dagen vinden er cursussen plaats. De deelnemers zijn belangstellenden van alle leeftijden die vanuit heel Nederland komen om hun vakantie 'op Salland' door te brengen.

## Vloot
De ACS beschikt over een moderne vloot bestaande uit verschillende kunststof zweefvliegtuigen voor zowel beginners als wedstrijdvliegers. In totaal zijn er twaalf vliegtuigen, waarvan vijf tweepersoons zweefvliegtuigen en een motorzwever.
De huidige vloot bestaat uit:
- 3 × ASK-21
- 2 × SZD-51-1 Junior
- 3 × LS4a
- 1 × Discus 2b
- 1 × LS8-18m
- 1 × Duo Discus
- 1 × Duo Discus XLT
- 1 × Heubacher Falke

| Vliegveldgegevens |                       |
| ----------------- | --------------------- |
| Circuit           | Windafhankelijk       |
| Start             | Noord van het lierpad |
| Landen            | Zuid van het lierpad  |

## Communicatie
Salland grond: 122.505 MHz